# Stiltia isabella
Stiltia isabella е вид птица от семейство Glareolidae, единствен представител на род Stiltia.

## Разпространение
Видът е разпространен в Австралия, Индонезия, Източен Тимор, Малайзия, Остров Рождество и Папуа Нова Гвинея.